# Ізраїльсько-швейцарські відносини

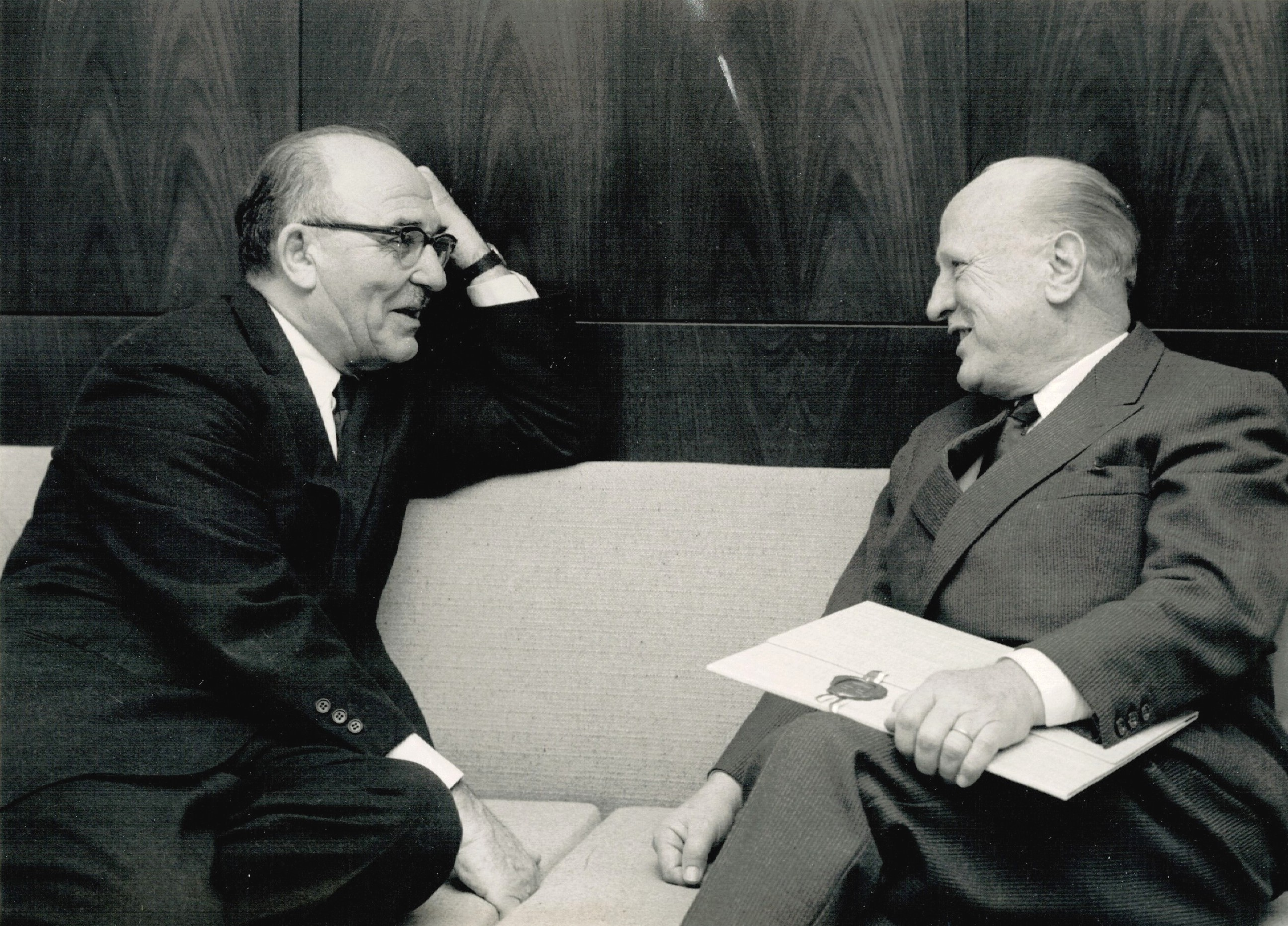
Прем'єр-міністр Levi Eshkol і посол Швейцарії Pierre Brugger, 1963

Швейцарія визнала державу Ізраїль 25 січня 1949 і відкрила консульство в Тель-Авіві, а також почесне консульство в Ейлаті. Незважаючи на те, що Швейцарія не приєднана до ЄС як повноправний член, між Ізраїлем та Швейцарією існують широкі та повні дипломатичні відносини, які відображаються в різних сферах. Послом Ізраїлю в Швейцарії є Іфат Решеф.

## Історія
до створення Держави Ізраїль у 1948 році, коли Швейцарія була відома протягом усієї історії своєю толерантністю та прихильним ставленням до єврейського народу, на відміну від сусідів. Це толерантне ставлення було одним з факторів, які привели лідерів сіоністського руху, під чолі з Біньяміном Зєев Герцль, щоб вибрати Базель як місце зустрічі на Першому сіоністському конгресі в 1897 році. Співчутливе ставлення призвело до того, що загалом було скликано 22 сіоністські конгреси, 15 з яких відбулися у Швейцарії. Крім того, навіть під час британського мандату існували прямі контакти між єврейською громадою в Палестині та посадовими особами швейцарського режиму. У цей час Швейцарія мала офіційне консульство в Єрусалимі, А також у філії в Тель-Авіві. Прихильне ставлення швейцарського режиму до єврейської громади було виражено 25 січня 1949 року, невдовзі після створення Держави Ізраїль, коли Швейцарія офіційно визнала Державу Ізраїль і відкрила консульство в Тель-Авіві, яке було оновлено в 1958 році до офіційне посольство.

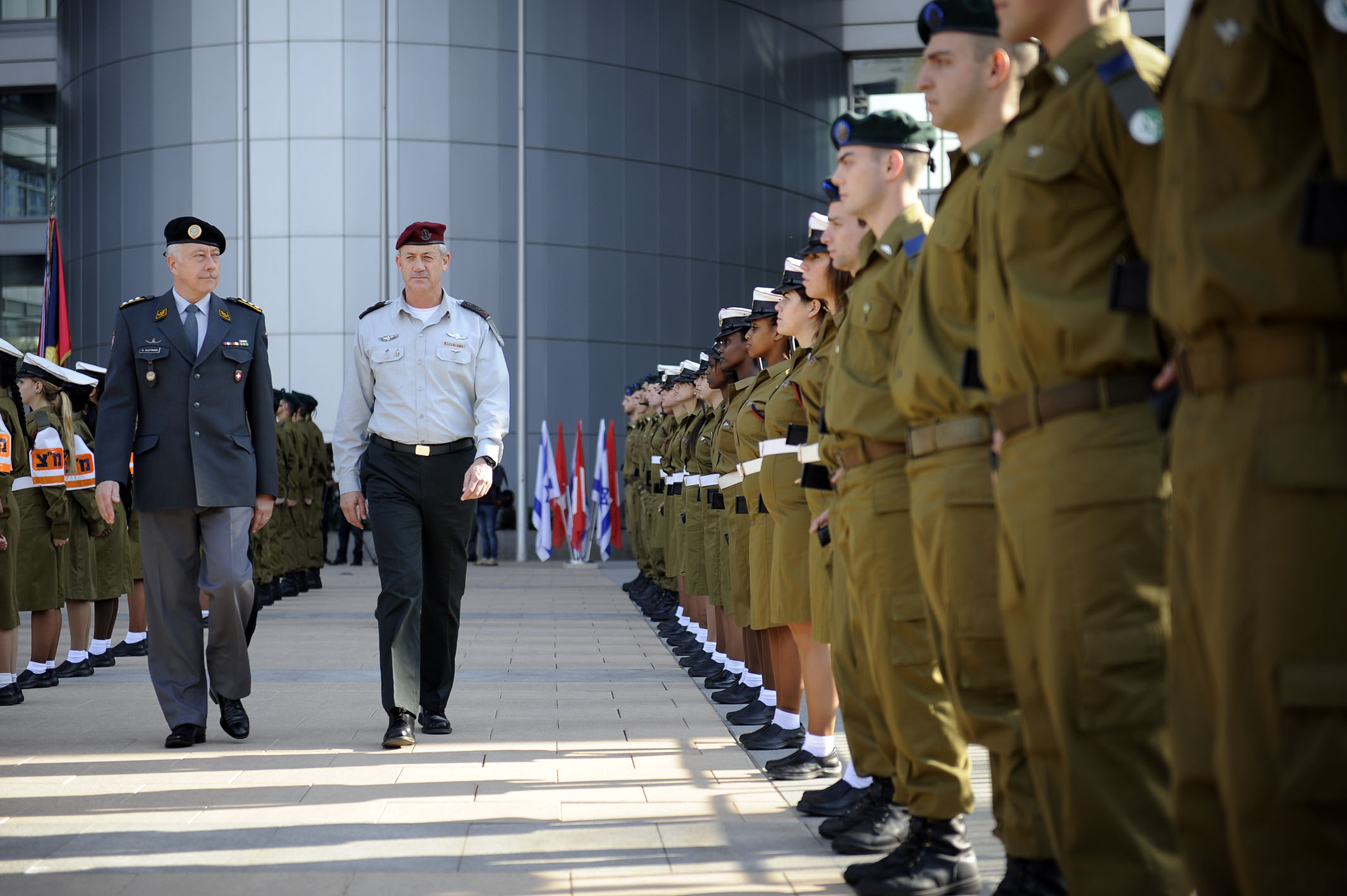
Начальник Збройних сил Швейцарії, Андре Блатманн відвідує Ізраїль як гість начальника штабу ЦАХАЛу Бенні Ганц у 2011 році

Протягом багатьох років, а також через ворожість арабських країн до Ізраїлю, яка завадила багатьом країнам світу встановити з ним офіційні дипломатичні відносини, Швейцарія фактично виступала посередником між багатьма з цих країн та Ізраїлем у різних сферах. , завдяки своїй світовій репутації нейтрального органу. До цих країн належать Угорщина (1967—1989), Гвінея (1967—1973), Шрі-Ланка (1970—1976), Мадагаскар (1973—1994), Ліберія (1973—1983), Кот-д'Івуар (1973—1986) і Гана (133). — 2002). Крім того, з 1958 по 1987 рік Швейцарія була посередником між Ізраїлем та Іраном.
Починаючи з 2000 року і після спалаху другої інтифади та ескалації ізраїльсько-палестинського конфлікту відносини між двома країнами були певною мірою зіпсовані. Серед іншого, у 2002—2005 роках Швейцарія повністю заборонила продаж і передачу військової техніки Ізраїлю, коли ця заборона закінчилася лише після плану розведення у 2005 році. Проте навіть у цей період, а тим більше з 2005 року, Швейцарія була посередником між Ізраїлем та Палестинською автономією, і між нею та Ізраїлем існує стабільний і постійний політичний діалог.
Відносини між країнами зазнали чергового удару після скликання Конференції ООН проти расизму, яка відкрилася 20 квітня 2009 р. , і в Женеві, Швейцарія. Згода уряду Швейцарії на існування конференції на своїй території, а також Зустріч прем'єр-міністра Швейцарії Ганса-Рудольфа Мерца з президентом Ірану Махмудом Ахмадінежадом призвела до різкої критики з боку чиновників ізраїльського уряду та ізраїльської громадськості, А також повернення посла Ізраїлю до Швейцарії з метою «консультацій». У відповідь швейцарський уряд пояснив, що є нейтральним фактором і не є стороною конфлікту між Ізраїлем та Іраном.
Незважаючи на співпрацю між країнами, існують різкі розбіжності між країнами щодо ізраїльсько-палестинського конфлікту, причому Швейцарія голосує проти Ізраїлю в більшості голосів в ООН, і навіть у тих, де більшість європейських країн не голосують за.
У липні 2019 року повідомлялося, що колишній прем'єр-міністр Ізраїлю Егуд Ольмерт планував поїхати до Швейцарії, але державна влада пригрозила видати ордер на його арешт за підозрою у військових злочинах.

## Комерційна співпраця
Оператор Управління зовнішньої торгівлі при Міністерстві економіки в Женеві. Додатки відповідають за дві основні сфери: перша, представляє Ізраїль у Світовій організації торгівлі (СОТ), участь у комітетах організації та формулює формулювання та висловлює позицію Ізраїлю на різних офіційних форумах. Другий — розвиток та сприяння економічної діяльності між країнами, яка включає, серед іншого: сприяння та диверсифікацію двосторонньої торгівлі, залучення та заохочення іноземних інвестицій та створення стратегічного співробітництва з транснаціональними компаніями, розташованими в Швейцарії. Економічним аташе у Швейцарії є доктор Шей Мозес, який також є заступником посла у Світовій організації торгівлі. Експорт до Швейцарії в 2011 році склав 1,438 млрд доларів, з яких виділяються сектор машин та обладнання (28,3 млн доларів) і сектор оптичних, фотографічних, медичних і вимірювальних приладів і приладів (21,6 млн доларів). Імпорт склав 3,961 мільярда доларів, а фармацевтичної продукції— 364,1 мільйона доларів.

## Співробітництво у фінансовій сфері
Між Швейцарією та Ізраїлем підписано договір про співпрацю у сфері фінансових технологій. Він дозволяє компаніям з обох країн, що працюють у цій сфері, отримувати інформацію про принципи регулювання та адаптувати пропоновані продукти до вимог ринку.
У першій половині 2017 року відбулася зустріч заступника міністра фінансів Ізраїлю Іцхака Коена та держсекретаря з міжнародних фінансових питань Йорга Гассера. У ході цієї зустрічі швейцарській стороні було представлено докладний звіт про стан ізраїльської економіки. За результатами цієї зустрічі 4 вересня того ж року між двома країнами було підписано Меморандум про взаєморозуміння з метою розширення співпраці у сфері фінансових послуг із широкого ряду напрямків.

## Торгові відносини
У листопаді 2018 року ізраїльський міністр економіки Елі Коен відвідав Швейцарію, де також підписав договір про розширення угоди про вільну торгівлю з країнами Європейської асоціації вільної торгівлі (ЄАВТ) — Швейцарією, Норвегією, Ісландією та Ліхтенштейном. Перший договір між Ізраїлем та ЄАВТ був підписаний у 1992 році, а справжнє розширення поширюється у тому числі на зниження та скасування мит на свіжі та перероблені продукти харчування.